# Liste der Orte im Kreis Teleorman

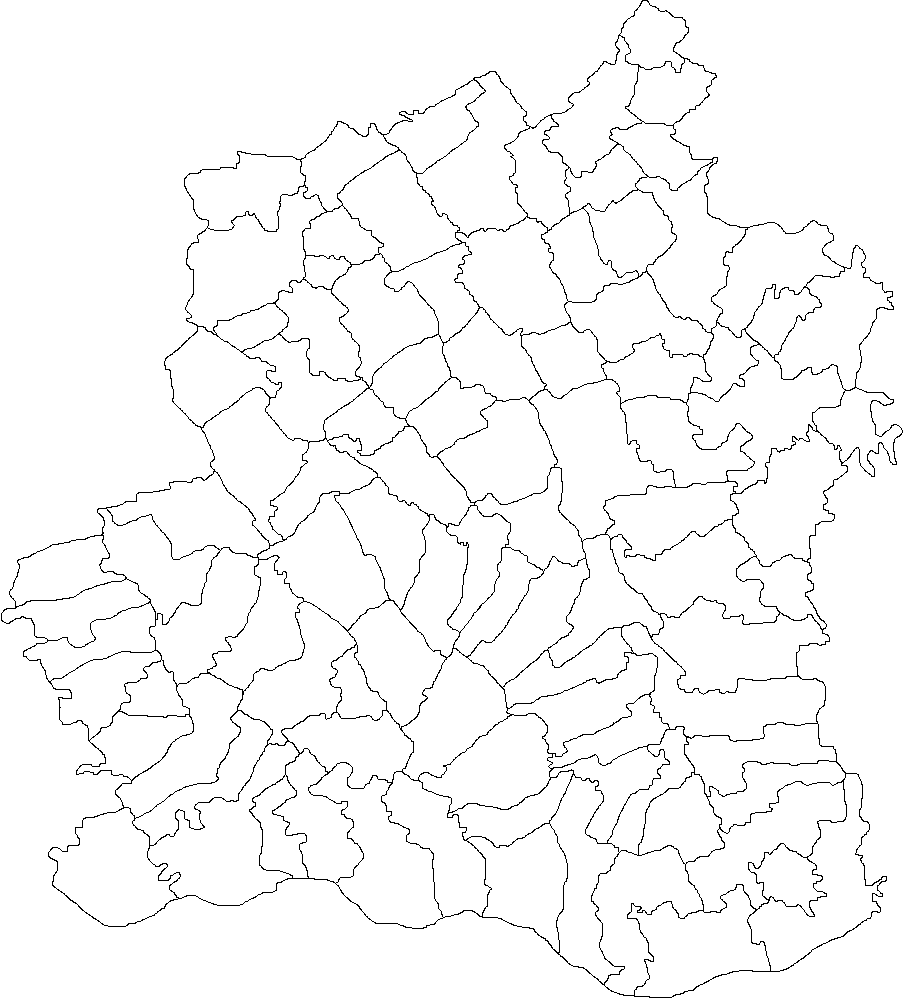
Gemeinden des Kreises Teleorman

Der Kreis Teleorman in Rumänien besteht aus offiziell 236 Ortschaften. Davon haben 5 den Status einer Stadt, 92 den einer Gemeinde. Die übrigen sind administrativ den Städten und Gemeinden zugeordnet.

## Städte
| - Alexandria - Roșiorii de Vede | - Turnu Măgurele - Videle | - Zimnicea |

## Gemeinden
| - Băbăița - Balaci - Beciu - Beuca - Blejești - Bogdana - Botoroaga - Bragadiru - Brânceni - Bujoreni - Bujoru - Buzescu - Călinești - Călmățuiu de Sus - Călmățuiu - Cervenia - Ciolănești (Gemeindesitz: Ciolăneștii din Deal) - Ciuperceni - Conțești - Cosmești - Crângeni - Crângu - Crevenicu - Didești - Dobrotești - Dracea - Drăcșenei - Drăgănești de Vede - Drăgănești-Vlașca - Fântânele - Frăsinet | - Frumoasa - Furculești - Gălăteni - Gratia - Islaz - Izvoarele - Lisa - Lița - Lunca - Măgura - Măldăeni - Mârzănești - Mavrodin - Mereni (Gemeindesitz: Merenii de Jos) - Moșteni - Nanov - Năsturelu - Necșești - Nenciulești - Olteni - Orbeasca (Gemeindesitz: Orbeasca de Jos) - Peretu - Piatra - Pietroșani - Plopii-Slăvitești - Plosca - Poeni - Poroschia - Purani - Putineiu - Rădoiești (Gemeindesitz: Rădoiești-Vale) | - Răsmirești - Săceni - Saelele - Salcia - Sârbeni - Scrioaștea - Scurtu Mare - Seaca - Segarcea-Vale - Sfințești - Siliștea - Siliștea Gumești - Slobozia Mândra - Smârdioasa - Stejaru - Ștorobăneasa - Suhaia - Talpa (Gemeindesitz: Talpa-Ogrăzile) - Tătărăștii de Jos - Tătărăștii de Sus - Țigănești - Traian - Trivalea-Moșteni - Troianul - Uda-Clocociov - Vârtoape (Gemeindesitz: Vârtoapele de Sus) - Vedea - Viișoara - Vitănești - Zâmbreasca |

## A
| - Albeni | - Albești | - Antonești |

## B
| - Băcălești - Baciu - Băduleasa - Baldovinești - Balta Sărată - Băneasa - Banov | - Bârseștii de Jos - Bâscoveni - Beiu - Belciug - Brâncoveanca - Brătășani - Bratcovu | - Brătești - Brebina - Broșteanca - Bujoru (Călmățuiu) - Burdeni - Butculești - Butești |

## C
| - Calomfirești - Călugăru - Caravaneți - Cârlomanu - Cătunu - Cernetu | - Cetatea - Ciolăneștii din Deal - Ciolăneștii din Vale - Ciuperceni (Cosmești) - Ciurari - Ciurari-Deal | - Clănița - Comoara - Copăceanca - Coșoaia - Coșoteni - Cucueți |

## D
| - Dărvaș - Deparați - Dobreni - Dorobanțu | - Drăcești - Drăcșani - Drăghinești | - Dudu - Dulceanca - Dulceni |

## F
| - Florica |

## G
| - Gărăgău - Gârdești | - Grădișteanca - Gresia | - Guruieni |

## I
| - Însurăței | - Ionașcu |

## L
| - Lăceni - Lada | - Licuriciu - Linia Costii | - Ludăneasca |

## M
| - Măgura cu Liliac - Marița - Merenii de Jos | - Merenii de Sus - Meri - Merișani (Băbăița) | - Merișani (Dobrotești) - Moldoveni - Moșteni (Furculești) |

## N
| - Năvodari - Negreni | - Negrenii de Sus - Negrenii-Osebiți | - Negrilești - Nicolae Bălcescu |

## O
| - Obârtu - Odobeasca | - Olteanca - Orbeasca de Jos | - Orbeasca de Sus |

## P
| - Păru Rotund - Păuleasca - Perii Broșteni - Pleașov | - Plopi - Poiana - Preajba - Prunaru | - Prundu - Purani (Vitănești) - Puranii de Sus |

## R
| - Rădoiești-Deal - Rădoiești-Vale | - Rădulești | - Rotărești |

## S
| - Sârbenii de Jos - Satu Nou - Satul Vechi - Schitu Poienari - Scurtu-Slăvești - Secara | - Segarcea-Deal - Sericu - Siliștea (Vitănești) - Siliștea Mică - Slăvești - Smârdan | - Socetu - Șoimu - Spătărei - Ștefeni - Stejaru (Crângeni) |

## T
| - Talpa Poștei - Talpa-Bâscoveni - Talpa-Ogrăzile | - Târnava - Țăvârlău - Tecuci | - Teleormanu - Tudor Vladimirescu - Tunari |

## U
| - Uda-Paciurea - Udeni | - Udupu - Ulmeni | - Urluiu |

## V
| - Văcărești - Văceni - Valea Cireșului - Valea Părului | - Valea Poștei - Vânători - Vârtoapele de Jos - Vârtoapele de Sus | - Vătași - Vatra - Viile - Voievoda |

## Z
| - Zimnicele | - Zlata |